# Ilha Vindicação

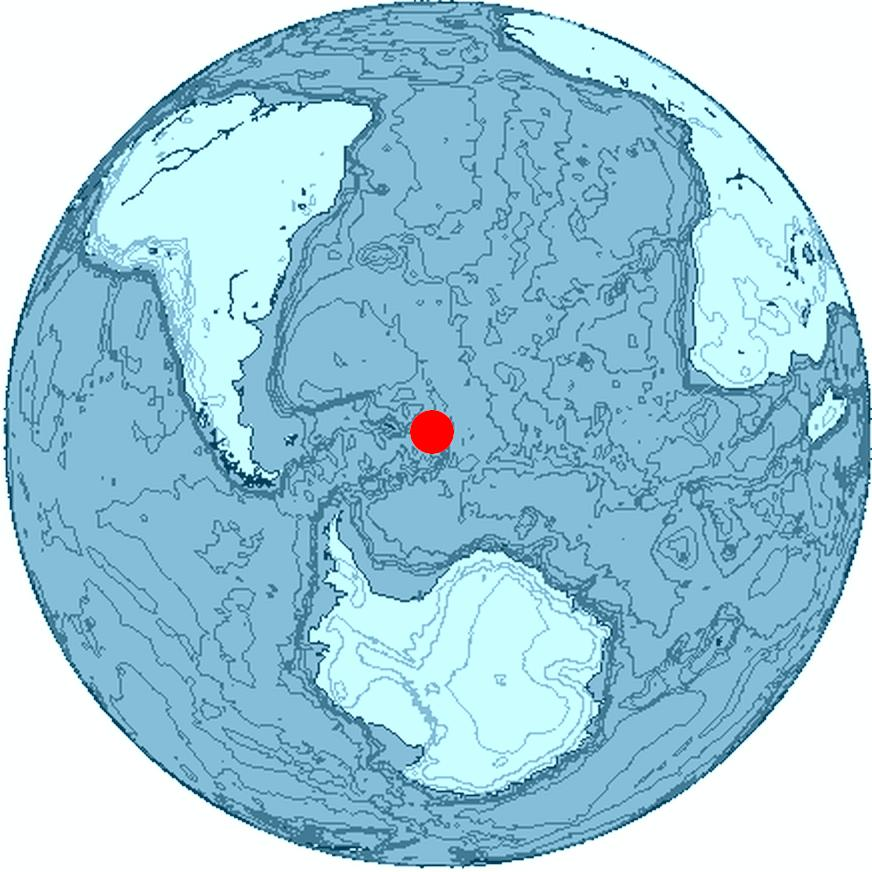
Localização da ilha Vindicação.

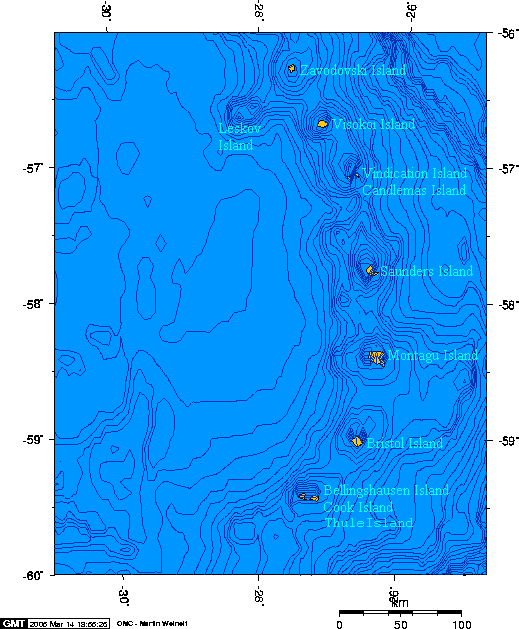
Ilhas Sandwich do Sul.

A Ilha Vindicação (em inglês:  Vindication Island, 57° 06′ S, 26° 47′ O) é uma pequena e inabitada ilha pertencente às Ilhas Sandwich do Sul no território britânico ultramarino das Ilhas Geórgia do Sul e Sandwich do Sul. Localiza-se a cerca de 3 km da ilha Candelária, da qual está separada pelo Canal Nelson.
Embora a ilha Vindicação possua um vulcão, este não mostrou sinais de atividade nos últimos 10 000 anos. O ponto mais alto da ilha é o Pico Quadrante, localizado a 430 m acima do nível do mar. A ilha praticamente não apresenta cobertura de gelo.